# Фучуань-Яоский автономный уезд
Фучуа́нь-Я́оский автоно́мный уе́зд (кит. упр. 富川瑶族自治县, пиньинь Fùchuān Yáozú zìzhìxiàn) — автономный уезд городского округа Хэчжоу Гуанси-Чжуанского автономного района (КНР).

## История
Уезд Фучуань (富川县) был создан ещё во времена империи Хань в 111 году до н.э. В 1916 году южная часть уезда была передана в состав нового уезда Чжуншань.
После вхождения этих мест в состав КНР в конце 1949 года был образован Специальный район Пинлэ (平乐专区) провинции Гуанси, и эти земли вошли в его состав. В 1953 году уезды Фучуань и Чжуншань были объединены в уезд Фучжун (富钟县). В 1958 году провинция Гуанси была преобразована в Гуанси-Чжуанский автономный район; Специальный район Пинлэ был при этом расформирован, и эти земли вошли в состав Специального района Учжоу (梧州专区).
В 1962 году уезд Фучжун был вновь разделён на уезды Фучуань и Чжуншань.
В 1971 году Специальный район Учжоу был переименован в Округ Учжоу (梧州地区).
Постановлением Госсовета КНР от 30 августа 1983 года уезд Фучуань был преобразован в Фучуань-Яоский автономный уезд.
Постановлением Госсовета КНР от 27 февраля 1997 года из округа Учжоу был выделен Округ Хэчжоу (贺州地区), и автономный уезд перешёл в состав нового округа.
Постановлением Госсовета КНР от 3 июля 2002 года округ Хэчжоу был преобразован в городской округ Хэчжоу.

## Административное деление
Автономный уезд делится на 9 посёлков и 3 волости.